# Canadá nos Jogos Olímpicos de Verão de 1956
O Canadá participou dos Jogos Olímpicos de Verão de 1956, em Melbourne, na Austrália.